# Mycetophila blagoderovi
Mycetophila blagoderovi är en tvåvingeart som beskrevs av Zaitzev 1998. Mycetophila blagoderovi ingår i släktet Mycetophila och familjen svampmyggor. Inga underarter finns listade i Catalogue of Life.